# Bulbophyllum horridulum
Bulbophyllum horridulum là một loài phong lan thuộc chi Bulbophyllum.